# 19-es számú Országos Kéktúra szakasz
A 19-es számú Országos Kéktúra szakasz az Országos Kéktúra egyik szakasza a Cserhátban, Becskétől Mátraverebélyig.

## Történelem
Az Országos Kéktúra 2013-as nyomvonal-felülvizsgálata keretében nyomvonala több szakaszon érdemben módosult. Cserhátsurány és Terény között a korábbi kerülővel, egy hosszú aszfaltos útszakaszon vezető nyomvonalat váltotta ki új, a Cserhátsurány – Bodóvölgy bejárata – 250 m magassági pont – 289 m magassági pont – Hársas-hegy délkeleti gerince – Hideg-hegy nyerge – Terény irányban haladva. Barát-hegy (Tepke-gerinc) és Felsőtold között szintén egy hosszú aszfaltos szakasz helyett jelöltek ki újat, a Barát-hegytől a Bableves csárdáig a mezőkön keresztül, onnan le Alsótoldra a K+ jelzésen és egy rövidebb, ezidáig jelzetlen, ill. aszfaltos szakasszal, Alsótold és Felsőtold között pedig az országúttól nyugatra lévő mezei keréknyomokon. Mátraverebély és a Szálláska-völgy között pedig a korábbi, a Csapás-tetőn át vezető útvonal helyett az új útba ejti Mátraverebély gótikus templomát, majd a Csapás-tetőre a Mária-úton felkapaszkodva leereszkedik a Mátraverebély-Szentkút Nemzeti Kegyhelyhez, onnan Szent László-hasadékot érintve kerül vissza a Szálláska-völgybe a Forró-kút mellett.

## Alszakaszok

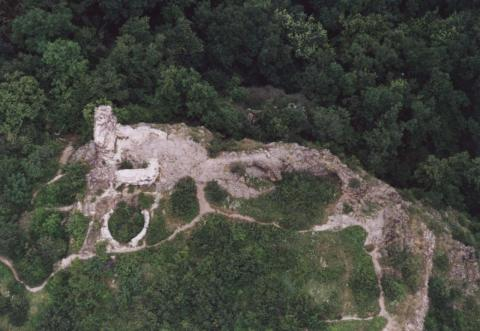
Szandavár

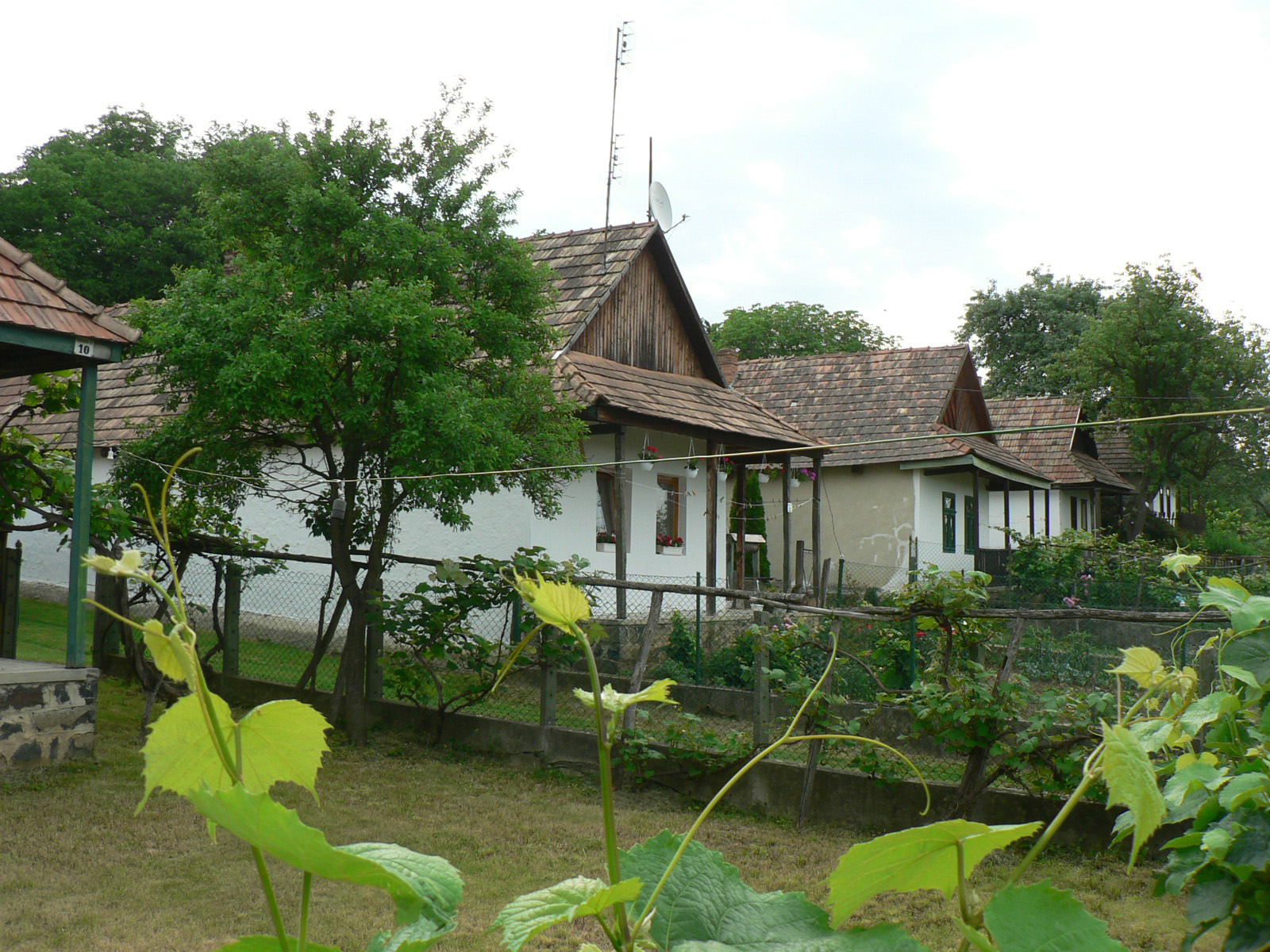
Terényi házak

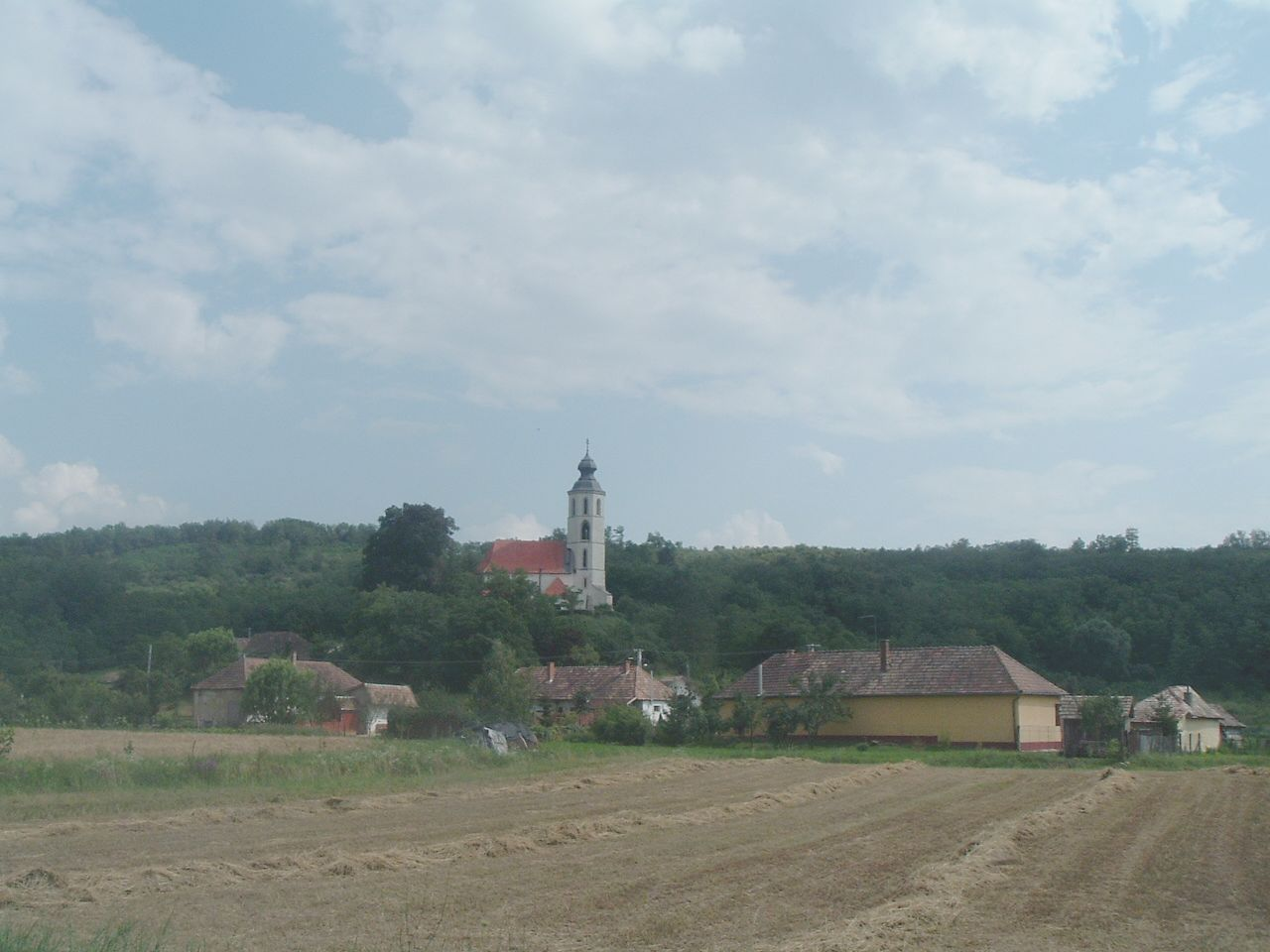
Cserhátsurány

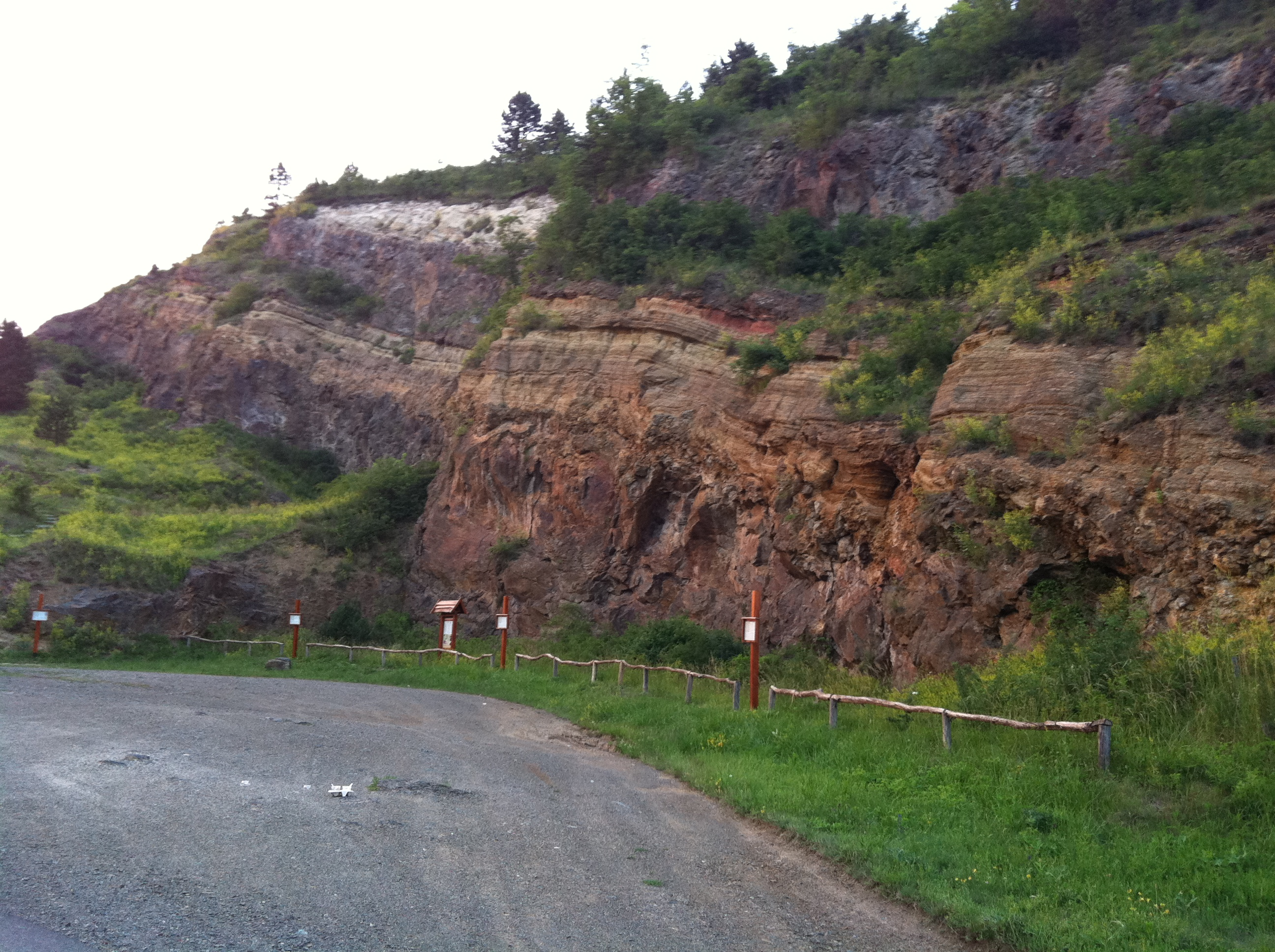
sámsonházai védett geológiai feltárás

| [ 1 ] | Szám          | Szakasz (pecsételőhely) | Táv     |
| ----- | ------------- | --- | ------- |
|       | 95 (OKT-191)  | Becske – Bányatelep, Páncélos-forrás – Andezitömlés – Szanda-vár – Szőr-part – Szandaváralja | 6,0 km  |
|       | 96 (OKT-192)  | Szandaváralja – Hucskó-hegy – Zsabica – Terény – műút – Szanda-patak – Halom – Cserhátsurány | 10,2 km |
|       | 97 (OKT-193)  | Cserhátsurány – Szécsényi út – Hegyes – major – Nógrádsipek | 9,2 km  |
|       | 98 (OKT-194)  | Nógrádsipek – Malom-völgy – Csóka-hegy – Pusztavár-hegy – Keresztes-hegy – földvár – Dobogó-tető – Gyertyános – Hollókő                                                                            | 11,6 km |
|       | 99 (OKT-195)  | Hollókő – Szár-hegy – Zsunyi-patak – Felsőtold – Alsótold – Alsó-szurdok – Bableves csárda | 10,3 km |
|       | 100 (OKT-196) | Bableves csárda – Barát-hát – Tepke – Purga – Macska-hegy – Garábi-nyereg – Nagy-kő-tető – Köves-bérc – Sátoros-hegy – Csepegős-kút – Nagybárkány                                                  | 13,9 km |
|       | 101 (OKT-197) | Nagybárkány – Pongor-malom – Sámsonháza – (várhegy, Sámsonvár) – védett geológiai feltárás – Szálláska-völgy – (Mátraverebély, Szent-kút) – Tari-kereszt – Csapás-tető – Nagy-aszó – Mátraverebély | 12,7 km |
|       | Összesen:     | | 73,9 km |

## Érintett települések
A túraszakasz a következő települések közigazgatási területét érinti:
- Becske
- Szanda
- Terény
- Cserhátsurány
- Herencsény
- Varsány
- Nógrádsipek
- Rimóc
- Hollókő
- Felsőtold
- Alsótold
- Cserhátszentiván
- Ecseg
- Kozárd
- Mátraszőlős
- Garáb
- Nagybárkány
- Sámsonháza
- Mátraverebély